# Дијабетесно стопало
Дијабетесно стопало је једна од многобројних компликација шећерне болести и представља скуп коштаних и мекоткивних промена на стопалу дијабетесних болесника. Настаје као последица неуропатије и исхемије (обољења живаца и недостатка крви у стопалу због обољења артерија ногу), које се могу додатно искомпликовати и инфекцијом. Блажи степен неуроваскуларних промена на доњим удовима обично је без икаквих клиничких симптома. Ако процес узнапредује, болесник се жали на хладноћу у ногама, смањење мишићне способности, сметње у сензибилитету и појаву дијабетесних чирева.
Појава чирева (улцерација) на стопалу, затим настанак гангрене и последичне ампутације су значајни узроци морбидитета и инвалидности код особа оболелих од дијабетеса. Ове компликације представљају велики медицински, социјални и економски проблем и значајно смањују квалитет живота дијабетесном болеснику. Дијабетес, са улцерацијама на доњим удовима које тешко зарастају, узрок је више од половине ампутација доњих удова у САД и у групи ризик заступљен је у три одсто становништва. Ризик од губитка удова у групи дијабетесних болесника износи око један одсто годишње у свету. Према проценама СЗО, годишње се уради око милион ампутација, а сваких тридесет секунди и такозвана велика ампутација доњих удова због дијабетесом узроковане гангрене стопала. Претходни улкус (или ампутација) након санираног дијабетесног стопала на једној нози ствара предиспозицију код особа са дијабетесом од поновног појављивања улкуса на истој или супротној нози.

## Предиспозиција
Фактори ризика за развој ове болести су:
- старост болесника и трајање шећерне болести преко 10 година, са хронично лошом регулацијом нивоа шећера у крви (>10 mmол),
- атеросклеротски процес[11], са израженим кардиоваскуларним компликацијама својственим дијабетесу,
- дијабетесна ангиопатија (васкулопатија),

- поремећаја сензибилитета (полинеуропатија)[12]
- утицај дуванског дима,
- лоша едукација о шећерној болести и нези стопала,
- ношење неадекватне обуће,
- деформитети коштано-зглобног система),
- неадекватно оптерећење на стопалу,
- професионална изложеност стопала дијабетичара хладноћи и вибрацијама
- повреда (траума) стопала и/или доњих екстремитета

Истовремено присуство више фактора ризика за повећава вероватноћу учесталијег јављање клиничких промена на стопалу.

### Промене на стопалу дијабетичара које представљају повећан ризик од ампутације
- Периферна неуропатија са губитком протективног сензибилитета
- Промена настала због изложености притиску (црвенило, калус, крвављење испод калуса, рагаде и друге лезије коже)
- Коштани деформитети стопала (истакнуте главице метатарзалних костију, прстију, лат. pes cavus, pes planus)
- Периферна васкуларна болест (ослабљен или одсутни педални пулсеви)
- Претходно постојање улцерације или ампутације (једног или више прстију делова стопала или једног од стопала)
- Патолошке промене на ноктима (трофичке промене, урастао нокат, гљивична обољења).

## Врсте
Дијабетесно стопало се према манифестној клиничкој слици може поделити у два типа:
 1. Неуропатско стопало — у коме доминира неуропатија док је циркулација још задовољавајућа.
2. Неуроисхемично стопало — у коме је поред неуропатије присутна још и васкулопатија или недовољна циркулација која на ћелијском нивоу резултује њиховом некрозом и стварањем рана (улцерација) које отежано зарастају због хипоксије.
| Разлике између неуропатског и неуроисхемичног стопала | Разлике између неуропатског и неуроисхемичног стопала |
| Оштећење нерава | Поремећај циркулације |
| --- | --- |
| - Утрнулост, паљење, пецкање у прстима и стопалима. - Осећај ходања као по памуку и осећај хладноће у стопалима, иако су она топла. - Бол у ногама у току мировања, нарочито ноћу, који попушта након кретања или хлађења. - Оток и јака тенденција ка кератинизације коже и ноктију прожетим гљивицама. - Смањење или губитка температуре и болова у стопалу и ногама | - Хладна стопала - Танка (истањена), пергаменту налик, плавичасто-бледа кожа - Промене на кожи у виду острваца плавичасто-модре боје - Клаудикациони болови или грчеви у потколеницама и стопалима при ходању - који попуштају након мировања |

## Клиничка слика
Дијабетесно стопало се клинички манифестује следећим видљивим манифестацијама и симптомима:
- Чир/чиреви, улцерација/улцерације на кожи (најчешће прстију) стопала са инфекцијом или без ње. Инфекција додатно компликују стање у оба типа (врсте) дијабетесног стопала, јер кроз на стопалу формиране улцерација (или друге лезије типа рагада, некрозе итд) „улази“ полимикробна инфекција која се перкутано и хематогено шири и разара меко ткиво стопала и његове кости изазивајући остеомијелитис. Ове полимикробне инфекције су обично изазване микроорганизмима из групе стрептокока, ентерокока, с. ауреуса, ентеробактерија (нпр ешерихија коли), и разних анаероба (нпр из групе колостридија)[16].
- Типични деформитети стопала,
- Хроничног оток стопала и потколеница,
- Исхемијске промене у меким ткивима стопала у виду бледила исушености и перутања коже, и слабих често и одсутних пулсација артерија.
- Некроза и гангрена (одумирања појединих делова стопала), којој често претходи флегмона. Деструкција изазвана (некрозом) ћелија праћена флегмоном главни је узрок ограниченог или масивног изумирања ткива стопала и бројних парцијалних или тоталних ампутација у неуропатском и неуроисхемичном стопалу.
- Симптоми периферне неуропатије који се манифестују у виду хипостезија, хиперстезија, парестезија, дисестезија, радикуларни бол, анхидроза коже стопала[17].
- Симптоми периферне артерије инсуфицијенције. Код већине болесника, па и дијабетесних, атеросклеротска болест доњих екстремитета праћена је периферном артеријском оклузивном болешћу, која је асимптоматска, док се код други развијају симптоми исхемије. Они се манифестују као клаудицаиони, исхемијски бол у мировању, бледило коже праћено хладним стопалима, грчеви или замор главних група мишића у једном или оба доња уда који компромитују ходање и дужину „ходне пруге“ (пређеног пута до интензивног боле или грча све до прекида клаудикације мировањем). Ови симптоми се повећавају све до момента када ход више није могућ, а разрешавају се одмарањем (мировањем, стајањем или седењем) након неколико минута.

Клаудикација (храмања) у почетку је интермитентна (јез-лат|) и јавља се за време брзог ходања, кретања узбрдо или пењања уз степенице.
- Атрофија мишића потколенице, честа је појава због тибиоперонеалном оклузијом изазваних атеросклеротским променама на крвним судовима, лоше исхране мишића и ограниченог и неправилног ходања због јаких клаудикационих болова.

## Дијагноза
Дијагноза се поставља на основу; анамнестичких података (историје болести) физичког прегледа и читавог низа лабораторијских, радиолошких и других прегледа на основу којих је могуће проценити тип и тежину насталих промена. Она се обично поставља на примарном нивоу здравствене заштите, а на основу субјективних тегоба болесника и стандардног прегледа стопала.
Анамнеза
Анамнеза треба да информише о основним подацима у односу на шећерну болест и да открије присуство карактеристичних неуроваскуларних симптома.
Физички преглед
Физички преглед има посебан значај за утврђивање стања мишићно-скелетног статуса, васкуларног статуса (температура коже потколеница и стопала, квалитет дорзалног пулс стопала, крвни притисак) и неуролошког статус (стање сензибилитета и рефлекса) потколеница и стопала. Овим прегледом може се утврдити присуство инфекције, анатомских аномалије и стечени деформитети стопала, поремећај статике и оптерећења са патолошким притисцима на појединим деловима стопала, са променама на кожи на тим местима (задебљање, жуљеви, улцерације и друге лезије, промене боје, сувоћа коже итд).
Према потреби у току физичког прегледа раде се и мали хируршки дебридмани рана (чишћење, исецање-сечење и уклањање дала ткива) којим се може утврди озбиљност ране (некрозе).
Лабораторијске анализе
Хемоглобин А1ц и глукоза у плазми наташте су важни лабораторијски скрининг тестови за дијабетесно стопалом.
- Мерење хемоглобина А1ц је корисно за процену адекватности недавне контроле дијабетеса; нивои ће вероватно бити повишени код пацијената са дијабетесном неуропатијом. У неким случајевима, посебно код асиметричних синдрома, тежина елевације није увек у корелацији са тежином нервног обољења.
- Трочасовни тест толеранције глукозе може бити осетљивији у граничним случајевима.
- Анализа мокраће је такође корисна за скрининг на нефропатију и протеинурију.

## Лечење
Лечење дијабетесног стопала је сложен и мукотрпан процес и може се обавити на примарном нивоу здравствене заштите, најбоље у специјализованим амбулантама за дијабетесно стопало при саветовалиштима за дијабетес, ординацијама за хипербаричну медицину, а делом на одељењима за васкуларну хирургију.
Лечење обухвата читав низ мера и поступака. Једном настала, било која од напред наведених промена на стопалу, повећава ризик да се сличне или теже промене понављају код истог болесника, зато он мора бити регистрован и подвргнут даљим редовним мерама контроле и праћења промена у његовом организму.
Лечење је мултидисциплинарно и захтева консултације дијабетолога, васкуларног и ортопедског хирурга неуролога и специјалисте хипербаричне медицине, а врши се највећим делом на примарном нивоу у специјализованим амбулантама.
Употреба адекватне терапеутске обуће има посебан задатак да угрожено подручје стопала дијабетичара растерети, равномерним распоређивањем притиска на остале делове стопала и најчешће је први корак у лечењу дијабетесног стопала.
Улцерације (ране) у дијабетесном стопал су последица неуропатије и болести малих и великих крвних судова које компликују дијабетес. На ћелијском нивоу, она је резултат хипоксије која нарушава зарастање рана. Зато се у задњих 40 година у превенцији и лечењу ове болести примењује хипербаричне оксигенотерапије (ХБОТ) коју спроводи хипербарична медицина у барокоморама у атмосфери 100% кисеоника на повишеном притиску (већем од 1 бар-а) у једнодневним сеансама у трајању од 60-90 минута, у просеку 15-20 дана.
Хипербарична оксигенација (ХБОТ) која даје одличне резултате, може бити корисна метода за лечење и негу рана. Она доводи до веће оксигенације оболелих ткива, има антисептичко дејство, смањује едем, убрзава производњу колагена и стимулише ангиогенезу и неоангиогенезу крвних судова и на тај начин санира лезију ткива. Примена ове терапије значајно скраћује време лечења, а примењује се уз примарну и редовну дијабетесну терапију, хигијенско дијететски режим, а према потреби и хируршко лечење.
Детаљнији хируршки захвати на угроженом дијабетесном стопалу примењују се код проширене инфекције, односно гангрене стопала.

## Превенција
Лечење развијеног дијабетесног стопала је врло компликовано и о њему може одлучивати само лекар. Оно је много компликованије од мера превенције које може (и требало би свакодневно) да спроводи сваки дијабетесни болесник.
- Само раним препознавањем и брзим лечењем почетних промена на стопалима дијабетесно стопало се може спречити. При томе сваки дијабетесни болесник треба да има у виду да особе са оштећењем нерава у шећерној болести не осећају бол.
- Свакодневним прегледом под добрим светлом болесници могу правовремено уочити почетне промене на стопалима.
- Свакодневном хигијеном прањем стопала млаком водом и сапуном, а након тога обавезним сушењем, посебно просторе између прстију стопала, кожа стопала се штити од евентуалне инфекције.
- Свакодневно (према потреби више пута дневно) стопала треба мазати хидратантним непарфимисаним кремама (нпр пантенолом), што спречава исушивање коже и одржава њену еластичност.
- Дијабетесни болесник не сме допустити да нокти сувише порасту, већ нокте треба редовно сећи, попречно не остављајући оштре ивице на крајевима ноктију.
- Дијабетесни болесник никада не би требало да хода босоног. Чарапе које носи морају бити вунене или памучне, одговарајуће величине, да не стежу. Доколенице се не препоручују јер стежу потколенице и ограничавају проток крви кроз оболеле крвне судове. Ципеле морају бити од меке коже, довољно широке у предњем делу, да не стежу и довољно топле да у зимском периоду заштите стопала од дејства хладноће.
- Дијабетесни болесник не би требало да користити термофоре, електрично ћебе и друга грејна тела да угреје стопала, јер због сниженог сензибилитета и лоше циркулације топлота може изазвати опекотине.
- Дијабетесни болесник мора бити опрезан ако прегледом региструјете жуљеве, заноктице, урасле нокте, курије очи, чукљева, деформисане зглобове или ранице на стопалу (обавезна консултација са лекарем)
- Дијабетесни болесник треба да избегава стављање лековитих биљака и мелема, када примети и најмању рану на стопалу обавезно треба да се јави свом лекару.